# 卢志强
卢志强（1952年—）是一位中国企业家、政治人物，现任中国民间商会副会长、中国泛海控股集团董事长兼总裁。

## 生平
1952年出生于山東威海，畢業於復旦大學經濟學系。后加入中国共产党，担任十一届全国政协常务委员、全国工商联副主席。
2008年，当选第十一届全国政协常务委员，代表中华全国工商业联合会，分入第二十一组。并担任经济委员会专委。

## 财富
2009年卢志强以财富300亿元排名胡润百富榜第五。2019年7月，在《福布斯》發布的2019中國慈善榜中，盧志強以5.8億元的現金捐贈金額，排名第5名。
2024年1月26日，*ST泛海公告，公司收到深交所《关于泛海控股股份有限公司股票终止上市的决定》，深交所决定终止公司股票上市。如今，卢志强也已成为被执行人，被限制高消费。